# Julia Radelczuk
Julia Anastazja Radelczuk (* 19. Februar 2006 in Lublin) ist eine polnische Beachvolleyballspielerin.

## Karriere
Die in der Woiwodschaft Lublin geborene Sportlerin wurde von 2020 bis 2024 an der SMS PZPS Spała ausgebildet, der Sportschule des Polnischen Volleyballverbandes in Spała. 2022 startete Radelczuk mit Julia Czurylo bei den Erwachsenen ausschließlich bei nationalen Turnieren und wurde mit ihr bei der U18-Europameisterschaft Neunte. Mit Paulina Labuz konnte sie sich ein Jahr später um zwei Plätze verbessern und 2024 beim nächst älteren Jahrgang den sechsten Rang erkämpfen. Im März des Jahres waren sie gemeinsam mit Joanna Bartosiewicz und Zuzanna Rapczynska Vizeeuropameisterinnen der unter Zwanzigjährigen im Snow Volleyball geworden. Kurz nach der U20-EM im Sand entschied sich Aleksandra Wachowicz, deren Standardpartnerin Jagoda Śliwka pausierte, für eine Zusammenarbeit mit Radelczuk. Die Polinnen standen im Finale des Futures ihrer Hauptstadt, meisterten die beiden Qualifikationsrunden beim Elite16 in Rio de Janeiro, blieben dort allerdings im Hauptwettbewerb sieglos, und belegten nach ebenfalls überstandener Vorausscheidung, dem dritten Rang im Pool sowie dem Sieg in der ersten Hauptrunde gegen die Australierinnen Fejes / Milutinovic den geteilten siebten Platz in der Endabrechnung beim Challenge in Haikou.
Seit 2025 bilden Natalia Okla und die in Chelm aufgewachsene Athletin ein Beachpaar. Heraus sprang dabei ein zweiter Platz bei der Vorrunde des Beachvolleyball Nations Cup hinter Estland, wobei das als Polen 1 nominierte Duo seine Begegnungen gewann. Die beiden wurden im gleichen Jahr Fünfte bei den Futures in Spiez, Kraków und Leuven. Das bis einschließlich Juli wertvollste gemeinsame Resultat gelang ihnen beim Challenge in ihrem Heimatland in Stare Jablonki, als sie zwei Qualifikationsrunden überstanden und durch den Sieg im Pool über Harward / Phillips aus den Vereinigten Staaten in die erste Hauptrunde einzogen und so den geteilten siebzehnten Platz belegten.

## Privates
Agnieszka und Michal Radelczuk sind die Eltern der Athletin. Sie wurde an der SMS PZPS SPALA nicht nur sportlich gefördert, sondern machte dort auch ihren High-School-Abschluss. Seit 2025 studiert sie an der Stetson University Psychologie und steht als Freshman im Beachvolleyballkader der Hatters. (Stand: Juli 2025)